# Yalgo (Kongoussi)
Pour les articles homonymes, voir Yalgo.
Yalgo est une localité située dans le département de Kongoussi de la province du Bam dans la région Centre-Nord au Burkina Faso. Lors du recensement de 2006, on y a dénombré 1 440 habitants. 